# Maxima (software)
Maxima is een computeralgebrasysteem onder een vrije licentie.
Het systeem komt voort uit Macsyma, een systeem dat aan MIT was ontwikkeld met financiering van het United States Department of Energy (DOE). Dat systeem was in 1982 in licentie gegeven aan een commerciële partij, Symbolics, en de latere versies van dat systeem waren alleen nog commercieel beschikbaar. Met een versie van voor 1982 als basis bleef Bill Schelter Macsyma onderhouden en beschikbaar stellen, onder de naam Maxima. In 1998 kreeg hij van het DOE toestemming de oorspronkelijke broncode onder de GPL-licentie vrij te geven. Maxima wordt nu onderhouden door een groep vrijwilligers.
Maxima is in Lisp geschreven. Het is primair ontwikkeld voor symbolische manipulatie maar heeft ook functionaliteit voor numerieke en grafische taken. Het pakket is beschikbaar op verschillende platformen, waaronder Linux en Windows. Er zijn ook grafische gebruikersomgevingen beschikbaar, gebaseerd op bijvoorbeeld WxWidgets (wxMaxima) of Qt (Cantor, kan ook gebruikt worden voor o.a. R, Python en GNU Octave).